# Live at the Royal Albert Hall (álbum de Arctic Monkeys)
Live at the Royal Albert Hall es un álbum en directo de la banda británica Arctic Monkeys, el álbum consiste en la actuación de la banda en el Royal Albert Hall el 7 de junio de 2018. Fue lanzado el 4 de diciembre de 2020 por Domino. todas las ganancias irían a la organización benéfica War Child.

## Recepción
NME le dio una calificación de 5 estrellas, diciendo "es el sonido de una banda que se deleita en desafiar las expectativas".
Pitchfork le dio una calificación de 7.3 de 10 y dijo que "la banda se apoya en gran medida en los dos últimos álbumes, pero sigue funcionando como un álbum de grandes exitos".

## Lista de canciones
Todas las letras fueron escritas por Alex Turner, la música fue compuesta por Arctic Monkeys

| N.º | Título                                        | Duración |  |
| 1.  | «Four Out of Five»                            | 5:32     |  |
| 2.  | «Brianstorm»                                  | 3:29     |  |
| 3.  | «Crying Lightning»                            | 4:00     |  |
| 4.  | «Do I Wanna Know?»                            | 4:41     |  |
| 5.  | «Why'd You Only Call Me When You're High?»    | 3:03     |  |
| 6.  | «505»                                         | 4:35     |  |
| 7.  | «One Point Perspective»                       | 3:22     |  |
| 8.  | «Do Me a Favour»                              | 3:59     |  |
| 9.  | «Cornerstone»                                 | 3:41     |  |
| 10. | «Knee Socks»                                  | 5:50     |  |
| 11. | «Arabella»                                    | 4:06     |  |
| 12. | «Tranquility Base Hotel & Casino»             | 4:03     |  |
| 13. | «She Looks Like Fun»                          | 3:21     |  |
| 14. | «From the Ritz to the Rubble»                 | 3:41     |  |
| 15. | «Pretty Visitors»                             | 4:01     |  |
| 16. | «Don't Sit Down 'Cause I've Moved Your Chair» | 3:41     |  |
| 17. | «I Bet You Look Good on the Dancefloor»       | 3:42     |  |
| 18. | «Star Treatment»                              | 5:35     |  |
| 19. | «The View from the Afternoon»                 | 4:24     |  |
| 20. | «R U Mine?»                                   | 6:11     |  |

## Personal
| - Alex Turner – voz, guitarra, teclados - Jamie Cook – guitarra, teclados, lap steel - Matt Helders – batería, coros - Nick O'Malley – bajos, coros - Tom Rowley – guitarra, teclados, lap steel, percusión, coros - Tyler Parkford – teclados, coros - Scott Gillies – guitarra acústica de 12 cuerdas, lap steel - Cameron Avery – guitarra acústica, teclados, coros - Davey Latter – percusión Personal técnico - James Ford – mezcla - Matt Colton – masterización - Red TX Audio – grabación de audio | Equipo - Steven G Chapman - gestión de la gira - Ian Calder - gestión de la producción - Greta Cantos - coordinación de la producción - Toby Plant - dirección de escena - Matthew Kettle - ingeniería de audio FOH - William Doyle - ingeniería de monitores - Graham Feast - operador de luces - Scott Gillies - backline - David Latter - backline - Andrew Dimmack - backline - Steven Body - backline Portada - Zackery Michael - fotografía - Matthew Cooper - diseño |

## Charts
| Chart (2020)                     | Posición |
| -------------------------------- | -------- |
| Australia (ARIA)                 | 4        |
| Bélgica (Ultratop flamenca)      | 5        |
| Bélgica (Ultratop valona)        | 47       |
| Países Bajos (Album Top 100)     | 5        |
| Francia (SNEP)                   | 67       |
| Alemania (Offizielle Top 100)    | 50       |
| Irlanda (OCC)                    | 15       |
| Italia (FIMI)                    | 58       |
| Portugal (AFP)                   | 2        |
| Suiza (Schweizer Hitparade)      | 40       |
| Reino Unido (UK Albums Chart)    | 3        |
| Estados Unidos (Billboard 200)   | 151      |
| Estados Unidos (Top Rock Albums) | 23       |

- Datos: Q104867168

1. ↑  Monroe, Jazz. «Arctic Monkeys Releasing Live Album for Charity». Pitchfork (en inglés estadounidense). Consultado el 9 de junio de 2021.
2. ↑  Martoccio, Angie (28 de octubre de 2020). «Arctic Monkeys Announce 'Live at the Royal Albert Hall' Album». Rolling Stone (en inglés estadounidense). Consultado el 9 de junio de 2021.
3. ↑  «Arctic Monkeys – ‘Live At The Royal Albert Hall’: the NME review». NME (en inglés). 4 de diciembre de 2020. Consultado el 9 de junio de 2021.
4. ↑  «Arctic Monkeys: Live at the Royal Albert Hall». Pitchfork (en inglés). Consultado el 9 de junio de 2021.
5. ↑  «Arctic Monkeys – Live at the Royal Albert Hall» (en inglés). Australiancharts.com. Hung Medien.  Consultado el 2020-12-12.
6. ↑  «Arctic Monkeys – Live at the Royal Albert Hall» (en neerlandés). Ultratop.be. Hung Medien.  Consultado el 2020-12-12.
7. ↑  «Arctic Monkeys – Live at the Royal Albert Hall» (en francés). Ultratop.be. Hung Medien.  Consultado el 2020-12-12.
8. ↑  «Arctic Monkeys – Live at the Royal Albert Hall» (en neerlandés). Dutchcharts.nl. Hung Medien.  Consultado el 2020-12-12.
9. ↑  «Arctic Monkeys – Live at the Royal Albert Hall» (en francés). Lescharts.com. Hung Medien.  Consultado el 2020-12-24.
10. ↑  «Offiziellecharts.de – Arctic Monkeys – Live at the Royal Albert Hall» (en alemán). GfK Entertainment Charts.  Consultado el 2020-12-12.
11. ↑  «Official Irish Albums Chart Top 50». Official Charts Company.  Consultado el 2020-12-12.
12. ↑  «Arctic Monkeys – Live at the Royal Albert Hall» (en inglés). Italiancharts.com. Hung Medien.  Consultado el 2020-12-11.
13. ↑  «Arctic Monkeys – Live at the Royal Albert Hall» (en inglés). Portuguesecharts.com. Hung Medien.  Consultado el 2020-12-24.
14. ↑  «Arctic Monkeys – Live at the Royal Albert Hall» (en alemán). Swisscharts.com. Hung Medien.  Consultado el 2020-12-24.
15. ↑  «Official Albums Chart Top 100» (en inglés). Official Charts Company.  Consultado el 2020-12-12.
16. ↑  «Arctic Monkeys - Chart History (Billboard 200)». Billboard (en inglés). Consultado el 15 de diciembre de 2020.
17. ↑  «Arctic Monkeys - Chart History (Top Rock Albums)». Billboard (en inglés). Consultado el 15 de diciembre de 2020.